# فيرينك كيس (منافس ألعاب قوى)
فيرينك كيس (بالمجرية: Kiss Ferenc)‏ هو منافس ألعاب قوى مجري، ولد في 10 فبراير 1955، وتوفي في 25 أغسطس 2010.

## وصلات خارجية
- فيرينك كيس على موقع الاتحاد الدولي لألعاب القوى (الإنجليزية)
- فيرينك كيس على موقع أوليمبيديا (الإنجليزية)
- فيرينك كيس على موقع اللجنة الأولمبية المجرية (الهنغارية)